# 5676 Voltaire
5676 Voltaire este o planetă minoră (asteroid), cu un diametru de 10,433 km, din centura de asteroizi. A fost descoperită pe 9 septembrie 1986 la Observatorul Astrofizic din Crimeea⁠(d) de Lyudmila Karachkina⁠(d) și a fost numită după Voltaire. 
Obiectul prezintă o orbită caracterizată de o semiaxă mare de 2,485263 UAi, o excentricitate de 0,18, o înclinație de 14,01334 ° în raport cu ecliptica.